# Округ Тернер (Џорџија)
Тернер (енгл. Turner County) је округ у америчкој савезној држави Џорџија.

## Демографија
По попису из 2010. године број становника је 8.930, што је 574 (-6,0%) становника мање 2000. године.
| Група             | 2000.         | 2010.         |
| Белци             | 5.315 (55,9%) | 4.820 (54,0%) |
| Афроамериканци    | 3.895 (41,0%) | 3.712 (41,6%) |
| Азијати           | 31 (0,3%)     | 40 (0,4%)     |
| Хиспаноамериканци | 244 (2,6%)    | 282 (3,2%)    |
| Укупно            | 9.504         | 8.930         |